# Canavalia aurita
Canavalia aurita är en ärtväxtart som beskrevs av J.D.Sauer. Canavalia aurita ingår i släktet Canavalia och familjen ärtväxter. Inga underarter finns listade i Catalogue of Life.